# Le Lavandou
Le Lavandou este o comună în departamentul Var din sud-estul Franței. În 2009 avea o populație de 5.747 de locuitori.

## Evoluția populației
| An        | 1975  | 1982  | 1990  | 1999  | 2006  | 2009  |
| --------- | ----- | ----- | ----- | ----- | ----- | ----- |
| Populație | 3.798 | 4.269 | 5.212 | 5.449 | 5.780 | 5.747 |